# 茶烟
茶烟是指用茶叶制成的香烟，因为不含有尼古丁，不会使人成瘾，有害物质相较于普通香烟低很多，所以茶烟在中国渐渐流行起来。即使茶烟已经在中国消费者心中成为了健康的代名词，但是也有媒体和专家质疑茶烟的健康效果。

## 争议
在中国，茶烟不属于烟草。因此，消费者在遇到茶烟的质量问题时，难以找到有关政府机构来解决自己的问题。青少年吸茶烟是否会上瘾也成为了一个社会问题。
茶烟生产厂家声称茶烟的主要成分是茶，不会有普通香烟所含有的有害物质。但是中国一些地方的市场监管局在其中检测出了焦油和一氧化碳等有害物质。茶叶燃烧时也会产生可吸入颗粒物等有害物质，长期吸会损害人体的呼吸系统。一些消费者称，吸茶烟不仅没有达到戒烟的效果，还产生了其他的身体问题。